# 조지 케이
조지 케이(George Kay, 1891년 9월 21일 ~ 1954년 4월 18일)은 잉글랜드의 전 축구 선수이자 루턴 타운, 사우샘프턴, 리버풀의 감독이다.
그의 축구 선수 경력에서 가장 주목할 만한 것은 처음으로 웸블리 스타디움에서 열린 축구 경기인 1923년 잉글랜드 FA컵 결승전에서 웨스트햄 유나이티드의 주장으로서 참가했다는 것이다. 이 경기에서 웨스트햄은 패해 준우승에 머물렀다.
그는 또한 1936년부터 1951년까지 15년 동안 리버풀 FC의 감독을 맡았고, 1947년에는 제 2차 세계 대전 이후로 처음 열린 풋볼 리그에서 우승을 차지하였다.